# برام شفارتز
برام شفارتز (بالهولندية: Bram Schwarz)‏ هو مجدف هولندي، ولد في 28 أبريل 1998.

## وصلات خارجية
- برام شفارتز على موقع الاتحاد الدولي للتجديف (الإنجليزية)
- برام شفارتز على موقع اللجنة الأولمبية الدولية (الإنجليزية)
- برام شفارتز على موقع أوليمبيديا (الإنجليزية)
- برام شفارتز على موقع تيم أن.أل (الهولندية)